# 디스 위크
디스 위크(This Week)는 미국 ABC에서 1981년 11월 15일부터 현재까지 방송중인 일요 시사 대담 프로그램이다.
진행자는 조지 스테파노풀러스이다.
동시간대에 방송되는 NBC의 미트 더 프레스와 CBS의 페이스 더 네이션 등과 경쟁하고 있다.

## 역대 진행자
- 데이비드 브링클리 (David Brinkley, 1981년~1996년)
- 샘 도널드슨 & 코키 로버츠 (Sam Donaldson & Cokie Roberts, 1996년~2002년)
- 조지 스테파노풀러스 (George Stephanopoulos, 2002년~2010년, 2012년~현재)
- 제이크 태퍼 (Jake Tapper, 2010년)
- 크리스티안 아만푸어 (Christiane Amanpour, 2010년~2011년)

## 같이 보기
- ABC 뉴스